# Masih Alinejad

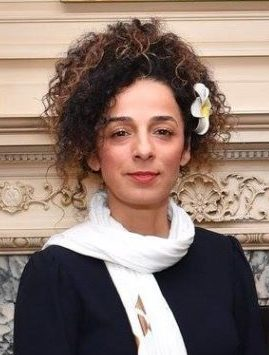
Masih Alinejad

Masih Alinejad (em persa: مسیح علی‌نژاد, Nascida Masoumeh Alinejad-Ghomi (em persa: معصومه علی‌نژاد قمی), 11 de setembro de 1976) é uma jornalista iraniano-americana, escritora, ativista política e ativista pelos direitos das mulheres. Alinejad atualmente trabalha como apresentadora/produtora do Voice of America Persian Service, correspondente da Radio Farda, colaboradora frequente da televisão Manoto e editora colaboradora da IranWire.
Alinejad se concentra nas críticas aos direitos humanos iranianos, especialmente aos direitos das mulheres. Ela agora vive no exílio na cidade de Nova York e ganhou vários prêmios, incluindo um prêmio de direitos humanos da Cúpula de Genebra de 2015 da ONU para os Direitos Humanos, o Prêmio Omid de Jornalismo da Fundação Mehdi Semsar e um Prêmio de Excelência de Mídia AIB "Altamente Recomendável".
Em 2019, Alinejad processou o governo iraniano em um tribunal federal dos EUA por assédio contra ela e sua família. Ela lançou um livro em 2018 chamado The Wind in My Hair (O Vento em Meu Cabelo) que trata de suas experiências enquanto crescia no Irã, onde ela afirma que as meninas "são criadas para manter a cabeça baixa, para ser o mais discretas possível e ser mansas". Em 2021, promotores dos EUA revelaram que ela era alvo de um plano de sequestro do governo iraniano.

## Carreira
Alinejad nasceu como Masoumeh Alinejad, mas usa o primeiro nome "Masih" (persa para "ungido" ou "Messias"), que é o título de Jesus no Cristianismo. Alinejad foi politicamente ativa desde jovem e foi presa em 1994 por produzir panfletos críticos ao governo. Ela começou sua carreira no jornalismo em 2001 com o jornal Hambastegi, e depois trabalhou para a Agência de Notícias do Trabalho Iraniano (ILNA). Durante o sexto e sétimo parlamento, Alinejad foi repórter parlamentar. Em 2005, ela escreveu um artigo sugerindo que os ministros do governo alegaram que receberam cortes de pagamento; na verdade, recebiam somas consideráveis de dinheiro como "bônus" para tudo, desde o cumprimento de deveres religiosos até a chegada do ano novo. O artigo gerou polêmica e a levou à demissão do parlamento.
Alinejad formou-se na Oxford Brookes University com um grau em Estudos de Comunicação.

### My Stealthy Freedom
Em 2014, Alinejad lançou My Stealthy Freedom (também conhecido como Stealthy Freedoms of Iranian Women), uma página do Facebook que convida as mulheres iranianas a postar fotos suas sem um hijab. A página atraiu rapidamente a atenção internacional e recebeu centenas de milhares de curtidas. No entanto, alguns alegaram que é uma exploração de ativistas dos direitos femininos por conservadores americanos anti-iranianos.
Em 2015, a Cúpula de Genebra para Direitos Humanos e Democracia, administrada pela UN Watch, deu a ela o prêmio dos direitos das mulheres por "dar voz aos que não têm voz e despertar a consciência da humanidade para apoiar a luta das mulheres iranianas pelos direitos humanos básicos, liberdade e igualdade".
Alinejad disse que não se opõe ao hijab, mas acredita que deve ser uma questão de escolha pessoal. No Irã, as mulheres que aparecem em público sem o hijab correm o risco de serem presas.

### Voice of America
Desde 2015, como contratada da Voice of America (Serviço de Língua Persa) do Governo Federal dos Estados Unidos, Alinejad apresenta um programa semanal de 15 minutos no horário nobre chamado Tablet, produzido por Saman Arbabi. "Com vídeo original de dentro do Irã, o Tablet traça perfis de cidadãos comuns e os conecta com americanos por meio de entrevistas curtas sobre temas comuns, ilustrando experiências semelhantes e diferentes. O programa também tem um "relatório cronológico" semanal, traçando o desenvolvimento de questões como o movimento internacional pelos direitos das mulheres e as relações entre Washington e Teerã", afirma o comunicado à imprensa.
Em julho de 2019, as autoridades iranianas alertaram que qualquer pessoa que enviar vídeos para Alinejad pode pegar até 10 anos de prisão. Musa Ghazanfarabadi, chefe do Tribunal Revolucionário de Teerã, disse ao Fars News que aqueles que compartilham vídeos de protesto com Alinejad podem ser presos por até uma década sob as leis relacionadas à cooperação com um inimigo do estado.

## Reação do regime iraniano

### Prisão de familiares
Em 23 de setembro de 2019, as forças de segurança da República Islâmica prenderam três membros da família de Alinejad como vingança por seu ativismo pelos direitos das mulheres, de acordo com a Amnistia Internacional. O irmão de Alinejad, Alireza Alinejad, foi preso em Teerã, enquanto Hadi e Leila Lotfi, irmão e irmã de seu ex-marido, Max Lotfi, foram todos presos na cidade de Babol, no norte do país, por funcionários do ministério da inteligência.
Desde então, os membros da família têm falado abertamente sobre suas críticas ao trabalho de Alinejad. Alinejad contra-alega que sua família foi forçada a dizer essas coisas pelo governo iraniano.

### Trama de sequestro
Em julho de 2021, o Departamento de Justiça dos Estados Unidos revelou um complô em que quatro funcionários da inteligência iraniana e um quinto assistente planejavam sequestrar um jornalista radicado em Nova York, bem como uma pessoa no Reino Unido e três outras no Canadá por discordância contra o Estado iraniano. Alinejad revelou que ela era um dos alvos. Os conspiradores estavam tentando atraí-la para um terceiro país, onde um sequestro estava sendo planejado.